# Acrotrichis fascicularis
Acrotrichis fascicularis är en skalbaggsart som först beskrevs av Herbst 1793.  Acrotrichis fascicularis ingår i släktet Acrotrichis, och familjen fjädervingar. Arten är reproducerande i Sverige.